# Лещенки (Миргородський район)
Ле́щенки —  село в Україні, у Миргородській міській громаді Миргородського району Полтавської області. Населення становить 92 осіб. Колишній орган місцевого самоврядування — Біликівська сільська рада.

## Географія
Село Лещенки знаходиться на відстані 1 км від сіл Марченки та Милашенкове, за 5 км від міста Миргород. Через село проходить залізниця, станція Милашенкове за 2 км.